# Jordan Gregory
Jordan Jace Gregory (Pueblo, 26 giugno 1992) è un ex cestista statunitense.

## Palmarès
- Supercoppa d'Olanda: 1

Landstede Zwolle: 2017